# (65) Cibeles
(65) Cibeles es un asteroide que forma parte del cinturón exterior de asteroides y fue descubierto por Ernst Wilhelm Leberecht Tempel desde el observatorio de Marsella, Francia, el 8 de marzo de 1861.

## Nombre
Está nombrado por Cibeles, una diosa de la mitología griega. Originalmente fue llamado Maximiliana, en honor al rey bávaro Maximiliano II, pero el nombre no prosperó porque contravenía las convenciones terminológicas de la época.

## Características orbitales
Cibeles está situado a una distancia media del Sol de 3,428 ua, pudiendo acercarse hasta 3,049 ua. Tiene una inclinación orbital de 3,562° y una excentricidad de 0,1107. Emplea en completar una órbita alrededor del Sol 2319 días.